# 마르셀리아 카르타슈
마르셀리아 카르타슈(Marcélia Cartaxo, 1963년 10월 27일 ~ )는 브라질의 배우이다. 제36회 베를린 국제 영화제 은곰상 여자연기자상 수상자, 2004 브라질 영화대상 여우주연상 수상자이다.

## 출연 작품
- 뉴욕 (2017)
- 빅 제트 (2016)
- 더 히스토리 오브 이터니티 (2014)
- 야수의 습지 (2007)
- 슈리 인 더 스카이 (2006)
- 마담 사타 (2002)